# Pascual de Rogatis
Anielo Salvador Pascual de Rogatis (* 17. Mai 1880 in Teora, Italien; † 2. April 1980 in Buenos Aires) war ein argentinischer Komponist.

## Leben
De Rogatis kam in seiner frühen Kindheit nach Argentinien. Er studierte am Conservatorio Nacional in Buenos Aires Geige bei Pietro Melani und Rafael Díaz Albertini und Komposition bei Alberto Williams und gewann als Student 1899 eine Goldmedaille im Fach Violine und Erste Preise in den Fächern Ensemblespiel (1902) und Komposition (1906). Später unterrichtete er hier Kammermusik.
Rogatis' besonderes Interesse galt den mythischen Erzählungen der indigenen Völker Südamerikas, an die er in vielen seiner Kompositionen anknüpfte. Seine Oper Anfión y Zeto wurde 1915 am Teatro Colón von der Opernkompagnie Gustavo Salvinis mit dem Sänger Titta Ruffo uraufgeführt. Unter seiner eigenen Leitung fand im Folgejahr am Teatro Colón die Uraufführung seiner Oper Huemac statt, die den Preis der Stadt Buenos Aires erhielt. Für das Orchesterwerk Estampas Argentinas erhielt de Rogatis den argentinischen Nationalpreis.

## Kompositionen
- Suite árabe für Streicher, 1902
- Marko y el hada, sinfonische Dichtung, 1905
- Belkiss en la selva, sinfonische Dichtung, 1906
- Zupay, sinfonische Dichtung, 1910
- Anfión y Zeto, Oper, 1915
- Huemac, Oper 1916
- Atipac für Orchester, 1931
- La Novia del hereje, Oper, 1935
- Estampas Argentinas für Orchester, 1942